# Nagy Bandó András
Nagy Bandó András (született Nagy András) (Deszk, 1947. november 12. –) Karinthy-gyűrűs magyar humorista, előadóművész, író, könyvkiadó.

## Pályafutása

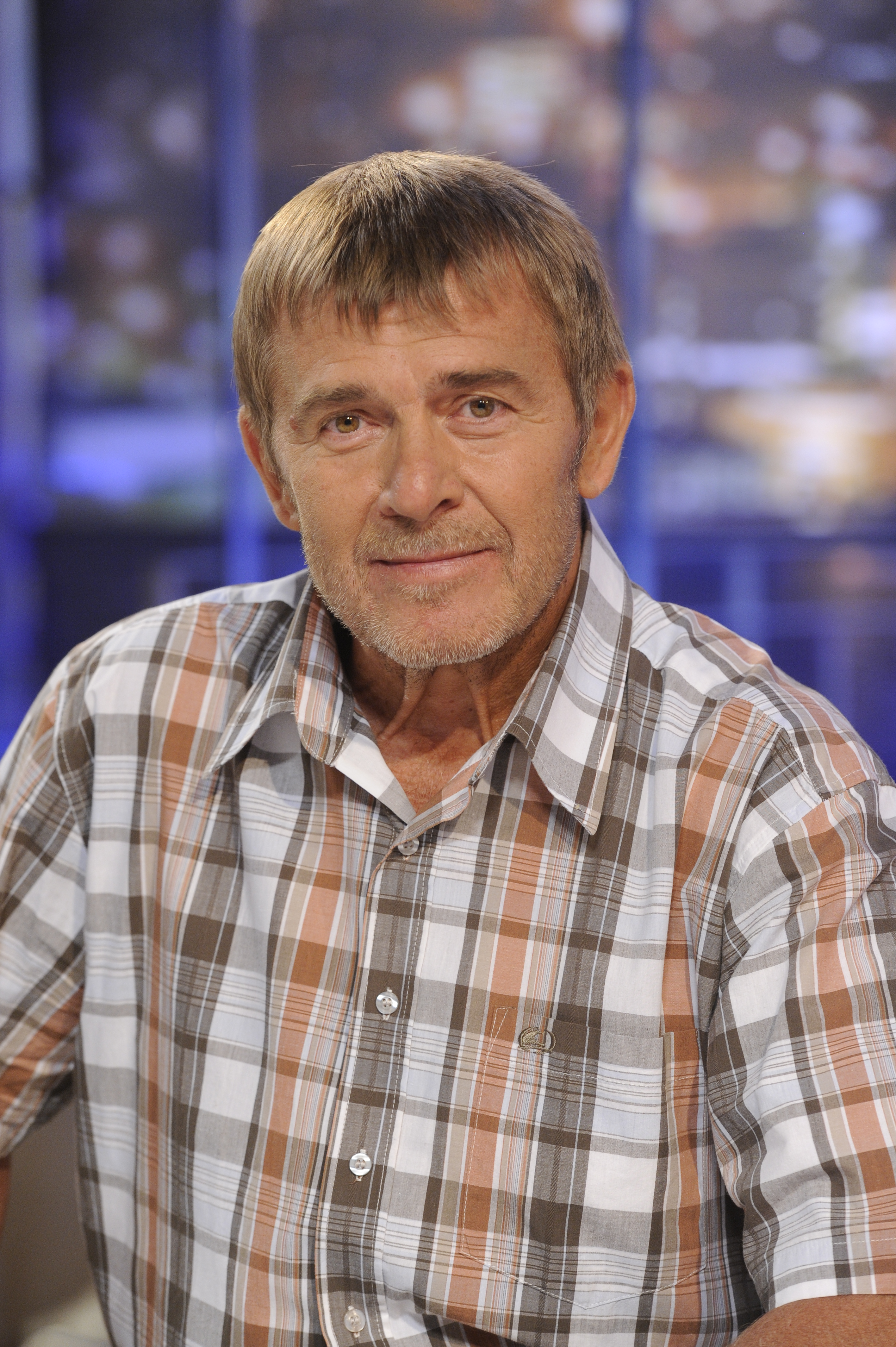
Portréja 2012-ből

Az általános iskolát szülőfalujában, Deszken, középiskolai tanulmányait a Vedres István Építőipari Technikumban végezte, Szegeden. 1963–1975 között a Délmagyarország és a Szegedi Egyetem karikaturistája. Amatőr színészként a szegedi Modern, később a Minerva Színpad tagja, 1973-tól előadóművész, 1982-ben a Magyar Rádió fődíjasa a II. humorfesztiválon. 1982-ben a Mikroszkóp Színpad tagja, 1983 óta szabadfoglalkozású előadóművész. 1989-től a Hócipő című szatirikus lap munkatársa. Az ezt követő években publicista, közíró és író, verseket és meséket ír és rajzol gyermekeknek. 2006-ban Pécsi Harmadik Színházban főszerepet játszott Háy János: A Gézagyerek című drámájában. 
Közéleti szerepvállalásai: 1989-ben a Blaha Lujza téri és a Déli pályaudvari demonstrációkat követően Budaörsön létrehozta az ország első hajléktalan szállását. (Az eseményekről Mihályfy László Rongyosforradalom címmel forgatott dokumentumfilmet.) 1990–1991 között Orfű polgármestere, illetve a 2014-es országgyűlési választáson az LMP képviselőjelöltje volt.
Hetvenévesen a Két óra múlt hetvennel – Magyarország derűsödik című összegző önálló esttel lépett újra a közönség elé.
Egyéni hangú, ötletdús, közkedvelt humorista-előadóművész. Önálló estjeit, rádiós és televíziós monológjait maga írja. 
Házasságkötése előtt született első lánya, Mónika. Első házasságából született lánya  Nagy  Natália színésznő. Második felesége Obernyik Rita, lányuk Gvendolin Glenda.

## Hangfelvételei
- Kocka utca (LP, 1982)
- Nyílt kártyákkal (LP, 1986)
- I Love Magyarország (LP, 1987)
- 40 éves a forint (LP, 1988)
- TV-s sikerszámok (VHS, „Az év kazettája”, 1988)
- Úton-útvégen (MC, 1990)

## Versei CD-n
- Madarak tolláról (Szélkiáltó)
- Madarak tolláról (Énekmondó)
- Fából vasparipát (Palinta)
- Hívd a nagymamát! (Halász Jutka)
- Tündér és tekergő (Holló)
- Gyümölcskenyér (Hangoló)
- Magyarország mennyország (Republic)
- Bio (Alma)
- Bergengócia (Bergengóc Zenegóc)
- Tölgyből van a fakutya (CD, 2008; Kaláka, Bandó)
- Fütyülök a világgal (Kőhalmi Ferenc)

## Kötetei
- Úton-útfélen Budapest (1986)[5]
- Bevezetés I–II.[6] (1990)

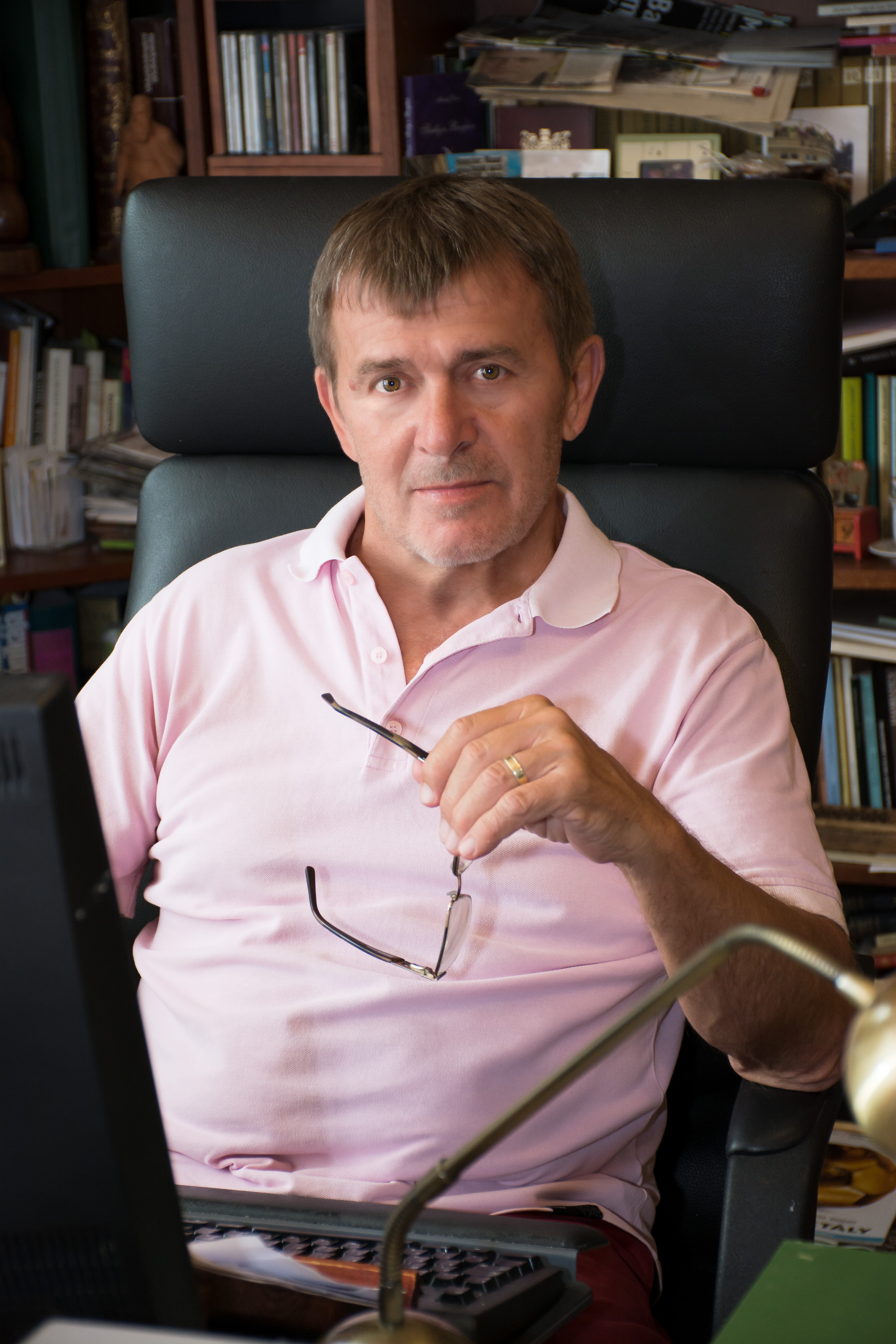
2016-ban

- Vészfék avagy Arccal a vasút felé? Dokumentumkönyv; Bandó BT, Orfű, 1996
- Úton-útfélen; szűkített-bővített kiad.; Alexandra, Pécs, 2000[5]
- Könyv azoknak, akik utálnak olvasni (2001)
- András könyve: Fordított teremtés (2002)[5][7]
- András II. könyve: Kútásó[8] (2003)
- Temesi Ferenc–Nagy Bandó András–Kelemen István: Jaj, ha Anyám látna...! Ha egy szegedi író, egy humorista és egy dobos visszanéz...; szerk. Horvát György; magánkiadás, Szeged, 2003
- Ízes beszéd. Beszédes ízek. Ételekről – életekről; Alexandra, Pécs, 2003[9]
- Sosemvolt Toscana. Regény (2006)[5]
- A 60 éves Nagy Bandó világa. Vincze Attila interjúkötete; Szamárfül Kiadó, Orfű, 2007
- Nagy Bandó András–Sándor György: Furcsa pár-beszéd. Beszélgetőkönyv; Szamárfül Kiadó, Orfű, 2007[10]
- Orfűi medvehagyma kincseskönyv  (2007)
- Kabaré-sikerlista. Nagy Bandó András népszerű monológjai és írásai; Szamárfül Kiadó, Orfű, 2007
- Kalandárium, 2005. Nagy Bandó András naplókönyve; Szamárfül Kiadó, Orfű, 2008
- Kalandárium, 2006. Nagy Bandó András naplókönyve; Szamárfül Kiadó, Orfű, 2008
- Kalandárium, 2007. Nagy Bandó András naplókönyve; Szamárfül Kiadó, Orfű, 2008
- Gondolatélesztő. Nagy Bandó András füveskönyve; Szamárfül Kiadó, Orfű, 2010
- András könyve. Fordított teremtés; 5. jav. kiad.; Szamárfül Kiadó, Orfű, 2010
- Isten bikiniben. Játszani is engedj!; Szamárfül Kiadó, Orfű, 2010
- Vár rád Toscana. Mozaikregény; Szamárfül Kiadó, Orfű, 2011 + CD
- Murphy törvénykönyve amatőr teniszezőknek avagy Miért lesz out az, ami bent volt?; Szamárfül Kiadó, Orfű, 2012
- Egyedül állok. 300 kabaré. Ami számít, benne van; Szamárfül Kiadó, Orfű, 2012
- Míg meg nem haltak. Amatőr idősápolók, kezdő ápoltak, és a kulcsnélküli emberek könyve; Szamárfül Kiadó, Pécs, 2015
- Arankakor. Regény; Szamárfül Kiadó, Pécs, 2016 + CD
- Hát kik ezek?; Wesley, Bp., 2018
- Mögöttem az élet; Szamárfül Kiadó, 2022

## Verseskötetei
- 333 haIQ (2005)[5]
- Öt hét öt. 575 haiku; Szamárfül Kiadó, Orfű, 2010
- Nagyon fájl. Az énem harmadik oldala; Szamárfül Kiadó, Orfű, 2011

### Verseskötetek gyermekeknek
- Családi szókincstár. Verses gyermeklexikon; ill. Jung Gergő; Alexandra, Pécs, 2000
- Madarak tolláról. Versek gyerekeknek és szüleiknek a szerző rajzaival; Jelenkor, Pécs, 2004[5]
- Fából vasparipát. Versek gyerekeknek] és szüleiknek; ill. a szerző; Jelenkor, Pécs, 2005[5][11]
- Gyöngykaláris. Versek gyermekeknek és szüleiknek; ill. a szerző; Szoba, Orfű, 2006
- Szappanbuborék. Versek gyerekeknek és szüleiknek iskolások rajzaival; Szamárfül Kiadó, Orfű, 2007[5]
- Kicsinyek könyve. Nagy Bandó András legnépszerűbb versei gyerekeknek; Szamárfül Kiadó, Orfű, 2007
- Keresztnévsor. Nagy Bandó András névnapos könyve gyerekeknek; ill. Szűcs Édua; Szamárfül Kiadó, Orfű, 2008
- Szivárványhíd. Nagy Bandó András versei gyerekeknek és szüleiknek; ill. Técsi Zita; Szamárfül Kiadó, Orfű, 2008
- Ringató. Altatók gyerekeknek, szüleiknek és nagyszüleiknek; Szamárfül Kiadó, Orfű, 2008
- Ami a bögyünkben van. Madarak verses önvallomásai gyerekeknek, szüleiknek és nagyszüleiknek; Szamárfül Kiadó, Orfű, 2009
- Hetvenhét macskajaj. 77 macska verses önvallomása gyerekeknek, szüleiknek és nagyszüleiknek; Szamárfül Kiadó, Orfű, 2010
- Egyik kutya, másik is. 170 kutya verses önvallomása gyerekeknek, szüleiknek és nagyszüleiknek; Szamárfül Kiadó, Orfű, 2010
- Bandó mondókák; Szamárfül Kiadó, Orfű, 2010
- Kicsi versek kicsinyeknek; Szamárfül, Orfű, 2011; Szamárfül Kiadó, Orfű, 2012
- Százszorszép. Aranyos versek gyerekeknek és szüleiknek a szerző színezhető rajzaival; Szamárfül Kiadó, Orfű, 2012
- Verselő betűk és számok. 5-7 éves gyerekeknek és szüleiknek; ill. Antal Tamás; Szamárfül Kiadó, Orfű, 2013
- Magyarország én is szeretlek! 260 vers a hazámról gyerekeknek és szüleiknek; Szamárfül Kiadó, Orfű, 2014
- Bandó mondókák. Versek gyerekeknek és szüleiknek; Szamárfül Kiadó, Pécs, 2014
- Dinoszauruszok. Nagy Bandó András verses meséje; Szamárfül Kiadó, Pécs, 2015
- Csodás Kapolcs. 222 szakaszos verses mese gyerekeknek és felnőtteknek; Szamárfül Kiadó, Pécs, 2016 + CD

## Mesekönyvei (szerkesztő)
- A táltossá lett kiscsikó  Szamárfül Kiadó (2007)
- A kiskalácsai királyság. Igaz mese gyerekeknek és szüleiknek; ill. Szűcs Édua; Szamárfül Kiadó, Orfű, 2008[12]
- A világjáró kiscsikó[13]  Szamárfül Kiadó (2009)
- Nagyapám, nagyanyám és a vakond. Több mint mese; ill. Medveczky Ágnes; Szamárfül Kiadó, Orfű, 2009
- A Varázspadlás lakói – verses mackómese  Szamárfül Kiadó (2012)
- A hangyabanda nagy kalandja – verses mese  Szamárfül Kiadó (2013)
- A kis herceg visszatért; ill. Antoine de Saint-Exupéry; Szamárfül Kiadó, Pécs, 2014

## Díjai
- Karinthy-gyűrű (1988)[1]
- Arany Szalmaszál-díj (a hajléktalanokért) (1996)[1]
- Pulitzer emlékdíj (2000)
- Magyar Rádió Bonbon-díja (1998, 2000, 2001, 2002, 2003, 2004)
- A Hajléktalan Emberért díj (2006)
- A pécsi Ambassador Klub aranygyűrűje (2006)
- Marton Frigyes emlékdíj (2010)
- Nagycsaládosok Aranybölcső díja (2012)
- Aphelandra-díj – humanista civil díj (2013)
- Az Év könyve – 2013 díj (A hangyabanda nagy kalandja c. verses mesekönyv, 2013)
- Radnóti Miklós antirasszista díj (2023)[14]
- Pro Urbe Szeged (2023)[15]